# Le Mesnil-Fuguet
Le Mesnil-Fuguet és un municipi francès situat al departament de l'Eure i a la regió de Normandia. L'any 2007 tenia 201 habitants.

## Demografia

### Població
El 2007 la població de fet de Le Mesnil-Fuguet era de 201 persones. Hi havia 72 famílies de les quals 8 eren unipersonals (4 homes vivint sols i 4 dones vivint soles), 28 parelles sense fills, 28 parelles amb fills i 8 famílies monoparentals amb fills.
La població ha evolucionat segons el següent gràfic:
Habitants censats

### Habitatges
El 2007 hi havia 80 habitatges, 74 eren l'habitatge principal de la família i 6 estaven desocupats. Tots els 80 habitatges eren cases. Dels 74 habitatges principals, 67 estaven ocupats pels seus propietaris i 7 estaven llogats i ocupats pels llogaters; 5 tenien tres cambres, 11 en tenien quatre i 58 en tenien cinc o més. 66 habitatges disposaven pel capbaix d'una plaça de pàrquing. A 23 habitatges hi havia un automòbil i a 50 n'hi havia dos o més.

### Piràmide de població
La piràmide de població per edats i sexe el 2009 era:
| Homes | Edats   | Dones |
| ----- | ------- | ----- |
| 0     | 95 o +  | 0     |
| 0     | 90 a 94 | 0     |
| 0     | 85 a 89 | 0     |
| 0     | 80 a 84 | 0     |
| 0     | 75 a 79 | 4     |
| 4     | 70 a 74 | 4     |
| 8     | 65 a 69 | 0     |
| 4     | 60 a 64 | 12    |
| 12    | 55 a 59 | 0     |
| 16    | 50 a 54 | 4     |
| 16    | 45 a 49 | 32    |
| 8     | 40 a 44 | 16    |
| 0     | 35 a 39 | 0     |
| 0     | 30 a 34 | 0     |
| 12    | 25 a 29 | 4     |
| 12    | 20 a 24 | 8     |
| 12    | 15 a 19 | 8     |
| 8     | 10 a 14 | 8     |
| 0     | 5 a 9   | 0     |
| 0     | 0 a 4   | 0     |

## Economia
El 2007 la població en edat de treballar era de 141 persones, 105 eren actives i 36 eren inactives. De les 105 persones actives 95 estaven ocupades (51 homes i 44 dones) i 10 estaven aturades (5 homes i 5 dones). De les 36 persones inactives 14 estaven jubilades, 16 estaven estudiant i 6 estaven classificades com a «altres inactius».

### Ingressos
El 2009 a Le Mesnil-Fuguet hi havia 70 unitats fiscals que integraven 194 persones, la mediana anual d'ingressos fiscals per persona era de 27.961 €.

### Activitats econòmiques
Dels 5 establiments que hi havia el 2007, 1 era d'una empresa extractiva, 2 d'empreses de construcció, 1 d'una empresa de comerç i reparació d'automòbils i 1 d'una empresa de serveis.
L'únic servei als particulars que hi havia el 2009 era una lampisteria.
L'any 2000 a Le Mesnil-Fuguet hi havia 5 explotacions agrícoles.

## Poblacions més properes
El següent diagrama mostra les poblacions més properes.